# Calydna cabira
Calydna cabira är en fjärilsart som beskrevs av William Chapman Hewitson 1854. Calydna cabira ingår i släktet Calydna och familjen Riodinidae. Inga underarter finns listade i Catalogue of Life.

## Bildgalleri

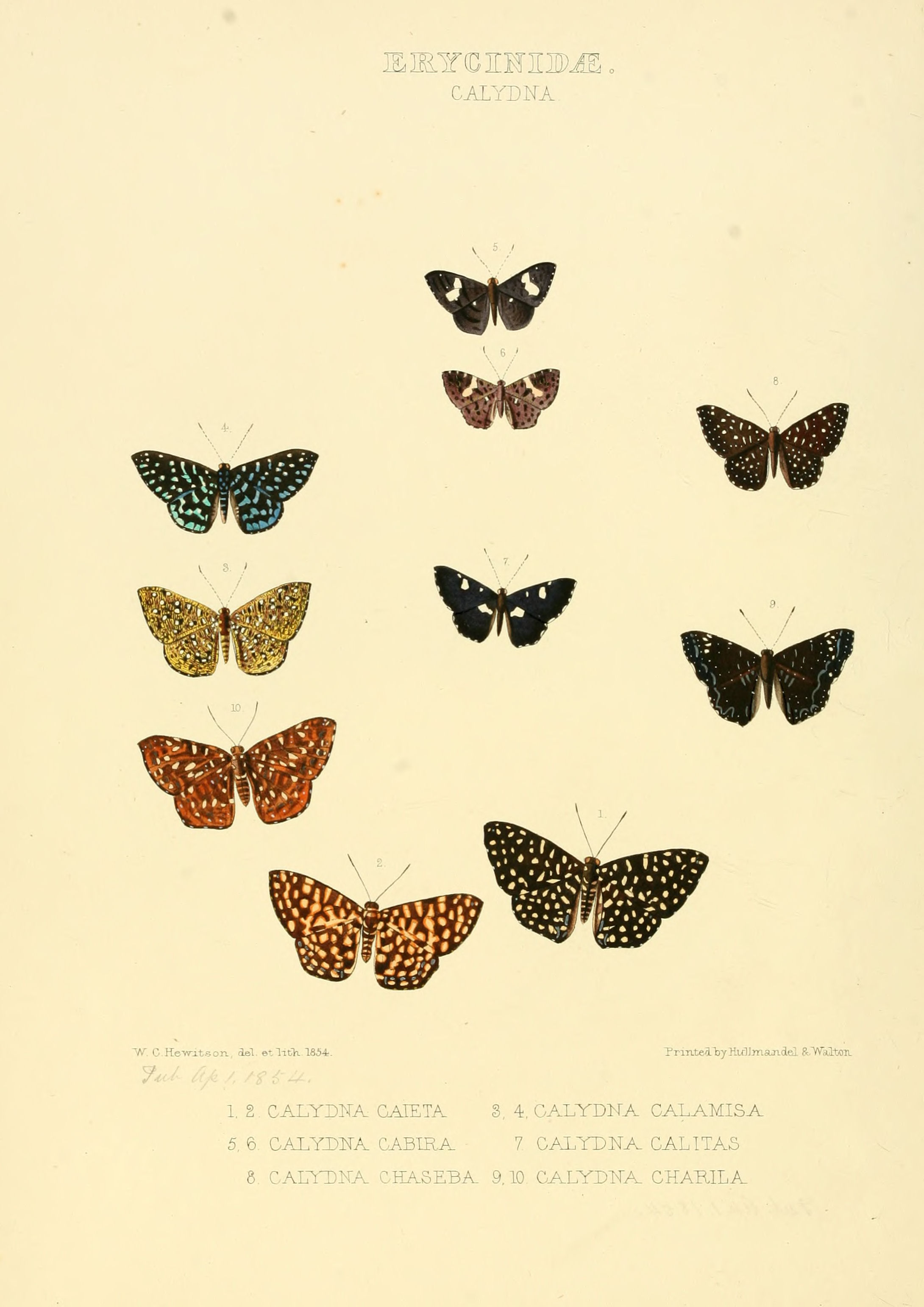